# عمير بن رئاب
الصحابي عُمير بن رئاب بن حُذيفة بن مهشم بن سُعَيد بن سهم القرشي السَّهْمِي، أمه أمّ وائل بنت مَعْمَر بن حَبيب بن وهب بن حُذافة بن جُمَحَ، أسلم بمكة، وكان من السابقين الأولين، وكان من مهاجِرَة الحبشة في الهجرة الثانية، هو وأخوه الحارث بن عبد قيس، ثم هاجر إلى المدينة، واستشهد بعين التمر مع خالد بن الوليد في خلافة أبي بكر الصديق، وهو القائل من أبيات:
وأراد بزيد سهمًا جدّه الأعلى؛ لأنه كان يسمى زيدًا فسابق أخاه، فَسَمَّتْهُ أُمُّه سهمًا فاشتهر بها.